# Mydlnica

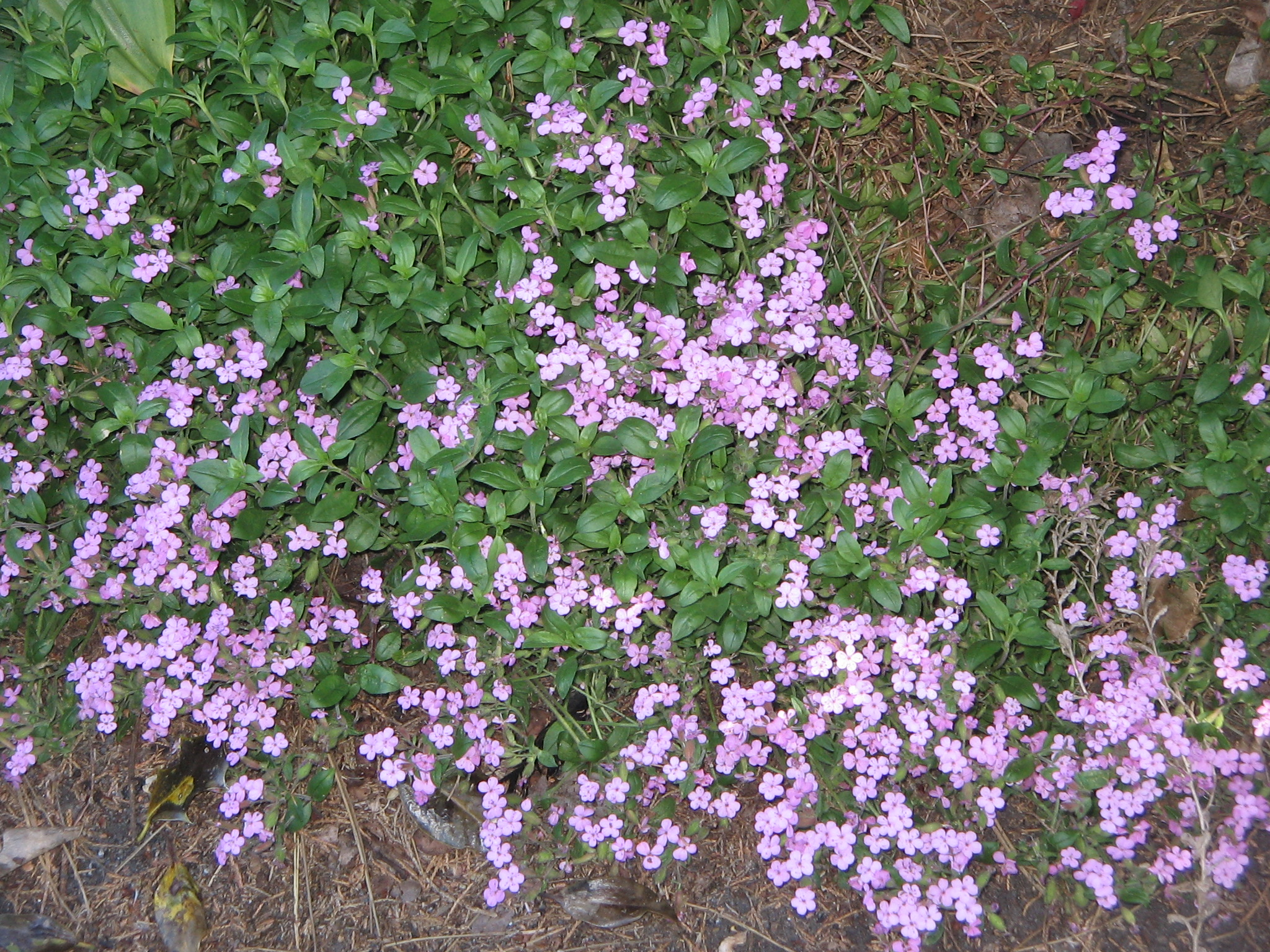
Mydlnica bazyliowata

Mydlnica (Saponaria L.) – rodzaj roślin z rodziny goździkowatych. Obejmuje ok. 40 gatunków. Występują one głównie na obszarach górskich południowej Europy, w północnej Afryce i południowo-zachodniej Azji (największe zróżnicowanie występuje w Turcji, gdzie rośnie 18 gatunków z tego rodzaju). Jako introdukowane rosną w północnej Europie, środkowej i wschodniej Azji oraz w strefach umiarkowanych obu kontynentów amerykańskich. W Polsce dziko rośnie tylko jeden gatunek – mydlnica lekarska (S. officinalis). 
Mydlnica lekarska jest wykorzystywana jako źródło saponin stosowanych przy wyrobie środków piorących i w gaśnicach pianowych. Inne gatunki, zwłaszcza nisko, poduchowato rosnące uprawiane są w ogrodach skalnych jako rośliny ozdobne (najczęściej mydlnica bazyliowata S. ocymoides, poza tym m.in. mydlnica oliwska S. ×olivana).

## Morfologia
PokrójRośliny jednoroczne, dwuletnie i byliny osiągające do 90 cm wysokości. Ich pędy na przekroju okrągłe, wznoszą się prosto lub pokładają się. Są pojedyncze lub rozgałęziają się. Niektóre gatunki to rośliny poduszkowe. Korzeń u niektórych okazały, tęgi, u innych smukły. Rośliny są nagie lub owłosione w obrębie kwiatostanu.
LiścieNaprzeciwległe, niepodzielone. U nasady czasem zrosłe (zwłaszcza w górnej części pędu), u niektórych gatunków ogonkowe. Blaszka trój- rzadko pięcionerwowa, kształtu od łopatkowatego, poprzez jajowaty do eliptycznego, na szczycie tępa lub zaostrzona.
KwiatyZebrane w gęste lub luźne, szczytowe kwiatostany wierzchotkowe. Kielich zrosłodziałkowy, w postaci wąskiej rurki z 15–25 żyłkami, osiągającej 7–25 mm długości, zakończonej 5 krótkimi ząbkami. Płatków też 5, zwykle na końcach zaokrąglonych, barwy zwykle białej, jasnoróżowej, czerwonawej lub jasnożółtej. Na płatkach występuje przykoronek, a ich paznokieć opatrzony jest w dwie podłużne listewki. Pręcików jest 10, z miodnikami u nasady nitek. Słupek z górną i jednokomorową zalążnią oraz dwiema (rzadko trzema) szyjkami o długości 12–15 mm. Na ich końcu znajdują się wąskie, brodawkowate znamiona.
OwoceTorebki cylindryczne do jajowatych, otwierające się czterema ząbkami. Zawierają 15–75 dużych (do 2,5 mm średnicy), brązowych, kulistawych nasion.

## Systematyka
Pozycja systematyczna
Rodzaj z plemienia Caryophylleae z podrodziny Caryophylloideae z rodziny goździkowatych (Caryophyllaceae).
Wykaz gatunków
- Saponaria aenesia Heldr.
- Saponaria bargyliana Gomb.
- Saponaria bellidifolia Sm. – mydlnica stokrotkolistna[11], m. stokrotkowata[13]
- Saponaria biovulata (Stapf) Barkoudah
- Saponaria bodeana Boiss.
- Saponaria caespitosa DC. – mydlnica darniowa[11]
- Saponaria calabrica Guss. – mydlnica kalabryjska[11]
- Saponaria cerastoides Fisch. ex C.A.Mey.
- Saponaria cypria Boiss.
- Saponaria dalmasi H.Boissieu
- Saponaria emineana Gemici & Kit Tan
- Saponaria glutinosa M.Bieb.
- Saponaria griffithiana Boiss.
- Saponaria gypsacea Vved.
- Saponaria halophila Hedge & Hub.-Mor.
- Saponaria iranica Dashti, Assadi & Sharifnia
- Saponaria jagelii Phitos & Greuter
- Saponaria karapinarensis Vural & Adıgüzel
- Saponaria kotschyi Boiss.
- Saponaria lutea L. – mydlnica złocista[11][13]
- Saponaria mesogitana Boiss.
- Saponaria ocymoides L. – mydlnica bazyliowata
- Saponaria officinalis L. – mydlnica lekarska
- Saponaria orientalis L.
- Saponaria pachyphylla Rech.f.
- Saponaria pamphylica Boiss. & Heldr.
- Saponaria picta Boiss.
- Saponaria pinetorum Hedge
- Saponaria prostrata Willd.
- Saponaria pumila Janch.
- Saponaria pumilio Boiss. – mydlnica drobna[11][13]
- Saponaria sewerzowii Regel & Schmalh.
- Saponaria sicula Raf. – mydlnica sycylijska[11][13]
- Saponaria stenopetala Rech.f.
- Saponaria subrosularis Rech.f.
- Saponaria suffruticosa Nábělek
- Saponaria syriaca Boiss.
- Saponaria tadzhikistanica (Botsch.) V.A.Shultz
- Saponaria tridentata Boiss.